# Odostomia
Odostomia is een geslacht van slakken uit de familie Pyramidellidae.

## Soorten
Deze lijst van 413 soorten is mogelijk niet compleet.
- O. aartseni (Nofroni, 1988)
- O. aciculina (Souverbie, 1865)
- O. acrybia (Dall & Bartsch, 1909)
- O. acuta (Jeffreys, 1848)
- O. acutangula (Suter, 1908)
- O. acutidens (Dall, 1884)
- O. aepynota (Dall & Bartsch, 1909)
- O. aequisculpta (Carpenter, 1864)
- O. aleutica (Dall & Bartsch, 1909)
- O. alia (Peñas & Rolán, 1999)
- O. aliquanta (Penas & Rolan, 1999)
- O. altina (Dall & Bartsch, 1909)
- O. amanda (Garrett, 1863)
- O. americana (Dall & Bartsch, 1904)
- O. amianta (Dall & Bartsch, 1907)
- O. amilda (Dall & Bartsch, 1909)
- O. angularis (Dall & Bartsch, 1907)
- O. angusta (Jeffreys, 1867)
- O. armata (Carpenter, 1857)
- O. astricta (Dall & Bartsch, 1907)
- O. ata (Bartsch, 1926)
- O. atossa (Dall, 1908)
- O. aucklandica (Laws, 1939)
- O. audax (Baker, Hanna & Strong, 1928)
- O. avellana (Carpenter, 1864)
- O. azteca (Strong & Hertlein, 1939)
- O. bachia (Bartsch, 1927)
- O. baldridgeae (Bartsch, 1912)
- O. baranoffensis (Dall & Bartsch, 1909)
- O. barashi (Bogi & Galil, 2000)
- O. barkleyensis (Dall & Bartsch, 1910)
- O. barnardi (van Aartsen & Corgan, 1996)
- O. becki (W.H. Turton, 1933)
- O. benthina (Dall & Bartsch, 1909)
- O. beringi (Dall, 1871)
- O. bernardi (van Aartsen, Gittenberger & Goud, 1998)
- O. bismichaelis (Sacco, 1892)
- O. boermani (van Aartsen, Gittenberger E. & Goud, 1998)
- O. boteroi (Schander, 1994)
- O. brandhorsti (van Aartsen, Gittenberger & Goud, 1998)
- O. bruneri (A. E. Verrill, 1882)
- O. bulimulus (Monterosato, 1874)
- O. buzzurroi (Peñas & Rolán, 1999)
- O. calcarella (Bartsch, 1912)
- O. californica (Dall & Bartsch, 1909)
- O. callimene (Bartsch, 1912)
- O. callimorpha (Dall & Bartsch, 1909)
- O. calliope (Bartsch, 1912)
- O. callipyrga (Dall & Bartsch, 1904)
- O. canfieldi (Dall, 1908)
- O. capa (Bartsch, 1926)
- O. capitana (Dall & Bartsch, 1909)
- O. carrozzai (van Aartsen, 1987)
- O. cassandra (Bartsch, 1912)
- O. catalinensis (Bartsch, 1927)
- O. ciguatonis (Strong, 1949)
- O. citrina (de Folin, 1869)
- O. clara (Brazier, 1877)
- O. clathratula (C.B. Adams, 1852)
- O. clausiliformis (Carpenter, 1857)
- O. clavulina (Fischer P., 1877)
- O. clementensis (Bartsch, 1927)
- O. clementina (Dall & Bartsch, 1909)
- O. clessini (Dall & Bartsch, 1909)
- O. columbiana (Dall & Bartsch, 1907)
- O. collea (Bartsch, 1926)
- O. communis (C.B. Adams, 1852)
- O. conoidea (Brocchi, 1814)
- O. conspicua (Alder, 1850)
- O. contabulata (Mörch, 1860)
- O. contrerasi (Baker, Hanna & Strong, 1928)
- O. cookeana (Bartsch, 1910)
- O. corimbensis (Schander, 1994)
- O. corintoensis (Hertlein & Strong, 1951)
- O. corpulentoides (Dell, 1956)
- O. costaricensis (Hertlein & Strong, 1951)
- O. cryptodon (Suter, 1908)
- O. crystallina (Garrett, 1873)
- O. culta (Dall & Bartsch, 1906)
- O. cumshewaensis (Bartsch, 1921)
- O. cuspidata (Garrett, 1873)
- O. cypria (Dall & Bartsch, 1912)
- O. chinooki (Bartsch, 1927)
- O. chitonicola (E. A. Smith, 1899)
- O. chordata (Suter, 1908)
- O. churchi (Smith & Gordon, 1948)
- O. dalsumi (van Aartsen, Gittenberger & Goud, 1998)
- O. dealbata (Stimpson, 1851)
- O. deceptrix (Dall & Bartsch, 1909)
- O. defolinia (Dall & Bartsch, 1909)
- O. dekleini (Aartsen, Gittenberger & Goud, 1998)
- O. delicatula (Carpenter, 1864)
- O. deliciosa (Dall & Bartsch, 1907)
- O. desimana (Dall & Bartsch, 1904)
- O. desmiti (van Aartsen, Gittenberger E. & Goud, 1998)
- O. desuefacta (Penas & Rolan, 1999)
- O. dicella (Bartsch, 1912)
- O. didyma (Verrill & Bush, 1900)
- O. digitulus (Penas & Rolan, 1999)
- O. dijkhuizeni (van Aartsen, Gittenberger E. & Goud, 1998)
- O. dinella (Dall & Bartsch, 1909)
- O. disparilis (A. E. Verrill, 1884)
- O. donilla (Dall & Bartsch, 1909)
- O. dotella (Dall & Bartsch, 1909)
- O. duureni (van Aartsen, Gittenberger & Goud, 1998)
- O. dux (Dall & Bartsch, 1906)
- O. dyma (van Aartsen & Corgan, 1996)
- O. eburnea (Angas, 1878)
- O. edmondi (Jordan, 1920)
- O. effusa (Carpenter, 1857)
- O. eldorana (Bartsch, 1912)
- O. electa (Jeffreys, 1883)
- O. elsa (Dall & Bartsch, 1909)
- O. engbergi (Bartsch, 1920)
- O. enora (Dall & Bartsch, 1909)
- O. era (Bartsch, 1927)
- O. eremita (Peñas & Rolán, 1999)
- O. erjaveciana (Brusina, 1869)
- O. esilda (Dall & Bartsch, 1909)
- O. eugena (Dall & Bartsch, 1909)
- O. euglypta (Jordan, 1920)
- O. eulimoides (Hanley, 1844)
- O. exara (Dall & Bartsch, 1907)
- O. exarata (Carpenter, 1857)
- O. excelsa (Dall & Bartsch, 1909)
- O. excisa (Bartsch, 1912)
- O. excolpa (Bartsch, 1912)
- O. exilis (Garrett, 1873)
- O. extenuata (Penas & Rolan, 1999)
- O. eyerdami (Bartsch, 1927)
- O. farallonensis (Dall & Bartsch, 1909)
- O. farma (Dall & Bartsch, 1909)
- O. fasciata (Carpenter, 1857)
- O. fehrae (van Aartsen, Gittenberger & Goud, 1998)
- O. fetella (Dall & Bartsch, 1909)
- O. fia (Bartsch, 1927)
- O. franciscana (Bartsch, 1917)
- O. francoi (Penas & Rolan, 1999)
- O. franki (Peñas & Rolán, 1999)
- O. fuijitanii (Yokoyama, 1927)
- O. funiculustriata (Penas & Rolan, 1999)
- O. fusulus (Monterosato, 1878)
- O. gabrielensis (Baker, Hanna & Strong, 1928)
- O. galapagensis (Dall & Bartsch, 1909)
- O. gallegosiana (Hertlein & Strong, 1951)
- O. gemma (A. Adams, 1861)
- O. geoffreyi (Laws, 1939)
- O. gittenbergeri (van Aartsen & Corgan, 1996)
- O. glaphyra (E. A. Smith, 1890)
- O. gloriosa (Bartsch, 1912)
- O. gouldii (Carpenter, 1864)
- O. gracilientis (Keep, 1887)
- O. gradusuturae (Penas & Rolan, 1999)
- O. grammatospira (Dall & Bartsch, 1903)
- O. granadensis (Dall & Bartsch, 1909)
- O. gravida (Gould, 1853)
- O. grijalvae (Baker, Hanna & Strong, 1928)
- O. grippiana (Bartsch, 1912)
- O. guatulcoensis (Hertlein & Strong, 1951)
- O. gulicki (Pilsbry, 1918)
- O. hagemeisteri (Dall & Bartsch, 1909)
- O. harfordensis (Dall & Bartsch, 1907)
- O. harveyi (van Aartsen & S.M. Smith, 1996)
- O. haurakiensis (Laws, 1939)
- O. heathi (Smith & Gordon, 1948)
- O. helena (Bartsch, 1912)
- O. helga (Dall & Bartsch, 1909)
- O. hemphilli (Dall & Bartsch, 1909)
- O. hendersoni (Bartsch, 1909)
- O. herilda (Dall & Bartsch, 1909)
- O. herrerae (Baker, Hanna & Strong, 1928)
- O. hertleini (Strong, 1938)
- O. heterocincta (Bartsch, 1912)
- O. hierroensis (Peñas & Rolán, 1999)
- O. hipolitensis (Dall & Bartsch, 1909)
- O. hypatia (Dall & Bartsch, 1912)
- O. hyphala (Watson, 1886)
- O. hypocurta (Dall & Bartsch, 1909)
- O. icafra (Bartch, 1915)
- O. ignorata (Monterosato, 1917)
- O. iliuliukensis (Dall & Bartsch, 1909)
- O. improbabilis (Oberling, 1970)
- O. incidata (Suter, 1908)
- O. inconspicua (C.B. Adams, 1852)
- O. indistincta (Henn & Brazier, 1894)
- O. inflata (Carpenter, 1864)
- O. intermedia (Carpenter, 1857)
- O. irafca (Bartsch, 1915)
- O. isthmiea (Strong & Hertlein, 1939)
- O. italoi (Penas & Rolan, 1999)
- O. jacquesi (Penas & Rolan, 1999)
- O. jonesii (Verrill & Bush, 1900)
- O. kadiakensis (Dall & Bartsch, 1909)
- O. kelseyi (Bartsch, 1912)
- O. kennerleyi (Dall & Bartsch, 1907)
- O. kergueleae (van Aartsen & Corgan, 1996)
- O. killisnooensis (Dall & Bartsch, 1909)
- O. krausei (Clessin, 1900)
- O. kreffti (Angas, 1867)
- O. kromi (van Aartsen, Menkhorst & Gittenberger, 1984)
- O. kuiperi (van Aartsen, Gittenberger & Goud, 1998)
- O. lacunata (Carpenter, 1857)
- O. laevigata (d?Orbigny, 1841)
- O. lapazana (Dall & Bartsch, 1909)
- O. lastra (Dall & Bartsch, 1909)
- O. leopardis (Laseron, 1951)
- O. lesuroiti (Peñas & Rolán, 1999)
- O. licina (Dall & Bartsch, 1909)
- O. limhaughi (Hertlein & Allison, 1968)
- O. loomisi (Dall & Bartsch, 1909)

- O. lorellae (Micali, 1987)
- O. lorioli (Hornung & Mermod, 1924)
- O. lubrica (Verrill & Bush, 1900)
- O. lucasana (Dall & Bartsch, 1909)
- O. lukisii (Jeffreys, 1859)
- O. lutea (Garrett, 1873)
- O. mammillata (Carpenter, 1857)
- O. manukauensis (Laws, 1939)
- O. mara (Bartsch, 1926)
- O. marci (van Aartsen, Gittenberger & Goud, 1998)
- O. margarita (Pilsbry, 1918)
- O. marginata (C.B. Adams, 1852)
- O. mariae (Bartsch, 1928)
- O. martensi (Dall & Bartsch, 1906)
- O. martinensis (Strong, 1938)
- O. megerlei (Locard, 1886)
- O. meijeri (van Aartsen, Gittenberger E. & Goud, 1998)
- O. melitta (Bartsch, 1924)
- O. mendozae (Baker, Hanna & Strong, 1928)
- O. mesomorpha (Schander, 1994)
- O. metata (Hedley, 1907)
- O. microeques (Rolán & Templado in Peñas & Rolán, 1999)
- O. microlinea (Laseron, 1951)
- O. micrometrica (Penas & Rolan, 1999)
- O. minutissima (Dall & Bartsch, 1909)
- O. monodon (Requien, 1848)
- O. moratora (Dall & Bartsch, 1909)
- O. movilla (Dall & Bartsch, 1909)
- O. muelleri (Clessin, 1900)
- O. murdochi (Suter, 1913)
- O. nardoi (Brusina, 1869)
- O. natata (Penas & Rolan, 1999)
- O. navarettei (Baker, Hanna & Strong, 1928)
- O. nemo (Dall & Bartsch, 1909)
- O. nicoyana (Hertlein & Strong, 1951)
- O. nitens (Jeffreys, 1870)
- O. nodosa (Carpenter, 1857)
- O. nofronii (Buzzurro, 2002)
- O. nota (Dall & Bartsch, 1909)
- O. notabilis (C.B. Adams, 1852)
- O. nova (Castellanos, 1982)
- O. nuciformis (Carpenter, 1864)
- O. nunivakensis (Dall & Bartsch, 1909)
- O. oblongula (Marshall, 1895)
- O. occultidens (May, 1915)
- O. odostomella (Peñas & Rolán, 1999)
- O. olssoni (Bartsch, 1924)
- O. omphaloessa (Watson, 1897)
- O. oonisca (Dall & Bartsch, 1909)
- O. oregonensis (Dall & Bartsch, 1907)
- O. ornatissima (Haas, 1943)
- O. oryza (Garrett, 1873)
- O. ovata (Carpenter, 1857)
- O. paardekooperi (van Aartsen, Gittenberger & Goud, 1998)
- O. pacha (Bartsch, 1926)
- O. pagodiformis (Schander, 1994)
- O. palmaensis (Peñas & Rolán, 1999)
- O. palmeri (Bartsch, 1912)
- O. pallida (Montagu, 1803)
- O. panamensis (Clessin, 1900)
- O. parella (Dall & Bartsch, 1909)
- O. parodontosis (Schander, 1994)
- O. parvacutangula (Laws, 1939)
- O. paulhenrii (Penas & Rolan, 1999)
- O. paupercula (C.B. Adams, 1852)
- O. pedica (Laws, 1939)
- O. pedroana (Dall & Bartsch, 1909)
- O. pervaga (Laws, 1939)
- O. pesa (Dall & Bartsch, 1909)
- O. phanella (Dall & Bartsch, 1909)
- O. pharcida (Dall & Bartsch, 1907)
- O. photis (Carpenter, 1857)
- O. pilsbryi (Dall & Bartsch, 1904)
- O. plicata (Montagu, 1803)
- O. pocahontasae (Henderson & Bartsch, 1914)
- O. polita (Pease, 1867)
- O. poppei (Dall & Bartsch, 1909)
- O. porteri (Baker, Hanna & Strong, 1928)
- O. pratoma (Dall & Bartsch, 1909)
- O. prinsi (van Aartsen, Gittenberger & Goud, 1998)
- O. profundicola (Dall & Bartsch, 1909)
- O. promeces (Dall & Bartsch, 1909)
- O. prona (Peñas & Rolán, 1999)
- O. proxima (de Folin, 1872)
- O. pudica (Suter, 1908)
- O. puelchana (Castellanos, 1982)
- O. pulchra (de Folin, 1872)
- O. pupaeformis (Souverbie, 1865)
- O. pyxidata (Schander, 1994)
- O. quadrae (Dall & Bartsch, 1910)
- O. quilla (Bartsch, 1926)
- O. recta (de Folin, 1872)
- O. reedi (Bartsch, 1928)
- O. reigeni (Carpenter, 1857)
- O. resina (Dall & Bartsch, 1909)
- O. restii (Peñas & Rolán, 1999)
- O. rhizophorae (Hertlein & Strong, 1951)
- O. richi (Dall & Bartsch, 1909)
- O. rinella (Dall & Bartsch, 1909)
- O. ritteri (Dall & Bartsch, 1909)
- O. romburghi (van Aartsen, Gittenberger & Goud, 1998)
- O. rosacea (Pease, 1867)
- O. rotundata (Carpenter, 1857)
- O. rubra (Pease, 1867)
- O. rutor (Nofroni & Schander, 1994)
- O. ryalea (Bartsch, 1927)
- O. salinasensis (Bartsch, 1928)
- O. sanctorum (Dall & Bartsch, 1909)
- O. sanjuanensis (Bartsch, 1920)
- O. santamariensis (Bartsch, 1917)
- O. satura (Carpenter, 1864)
- O. scalariformis (Carpenter, 1857)
- O. scalaris (MacGillivray, 1843)

Mosselslurpertje
- O. schrami (van Aartsen, Gittenberger E. & Goud, 1998)
- O. septentrionalis (Dall & Bartsch, 1909)
- O. sicula (Philippi, 1851)
- O. silesui (Nofroni, 1988)
- O. sillana (Dall & Bartsch, 1909)
- O. sitkaensis (Clessin, 1900)
- O. skidegatensis (Bartsch, 1912)
- O. solidula (C. B. Adams, 1850)
- O. sordida (Lea, 1842)
- O. sorenseni (Strong, 1949)
- O. sorianoi (Peñas & Rolán, 2006)
- O. spreadboroughi (Dall & Bartsch, 1910)
- O. stearnsiella (Pilsbry, 1918)
- O. stephensae (Dall & Bartsch, 1909)
- O. striata (A. E. Verrill, 1880)
- O. stricta (Laseron, 1951)
- O. striolata (Forbes & Hanley, 1850)
- O. strongi (Bartsch, 1927)
- O. subdotella (Hertlein & Strong, 1951)
- O. subglobosa (Bartsch, 1912)
- O. sublirulata (Carpenter, 1857)
- O. suboblonga (Jeffreys, 1884)
- O. subscripta (Schander, 1994)
- O. subturrita (Dall & Bartsch, 1909)
- O. sulcosa (Mighels, 1843)
- O. suprasulcata (Penas & Rolan, 1999)
- O. swetti (Strong & Hertlein, 1939)
- O. syrnoloides (Melvill, 1896)
- O. tacomaensis (Dall & Bartsch, 1907)
- O. takapunaensis (Suter, 1908)
- O. talama (Dall & Bartsch, 1909)
- O. talpa (Dall & Bartsch, 1909)
- O. taravali (Bartsch, 1917)
- O. taumakiensis (Suter, 1908)
- O. tehuantepeeana (Hertlein & Strong, 1951)
- O. telescopium (Carpenter, 1857)
- O. tenera (A. Adams, 1860)
- O. tenuis (Carpenter, 1857)
- O. tenuisculpta (Carpenter, 1864)
- O. terebellum (C.B. Adams, 1852)
- O. terissa (Pilsbry & Lowe, 1932)
- O. terrieula (Dall & Bartsch in Arnold, 1903)
- O. testiculus (Peñas & Rolán, 1999)
- O. thalia (Bartsch, 1912)
- O. thea (Bartsch, 1912)
- O. tomlini (W.H. Turton, 1933)
- O. torrita (Dall & Bartsch, 1909)
- O. trachis (Dall & Bartsch, 1909)
- O. translucens (Strebel, 1908)
- O. tremperi (Bartsch, 1927)
- O. trimariana (Pilsbry & Lowe, 1932)
- O. tropidita (Dall & Bartsch, 1909)
- O. truncatula (Jeffreys, 1850)
- O. tumerea (Laseron, 1951)
- O. turgida (Sars G.O., 1878)
- O. turricula (Dall & Bartsch in Arnold, 1903)
- O. turriculata (Monterosato, 1869)
- O. turrita (Hanley, 1844)
- O. tyleri (Dall & Bartsch, 1909)
- O. ulloana (Strong, 1949)
- O. umbilicaris (Malm, 1863)
- O. umbilicatissima (Peñas & Rolán, 1999)
- O. unalaskensis (Dall & Bartsch, 1909)
- O. unidens (Requien, 1848)
- O. unidentata (Montagu, 1803)
- O. unilineata (Garrett, 1873)
- O. vaga (Laws, 1939)
- O. valdezi (Dall & Bartsch, 1907)
- O. valeroi (Bartsch, 1917)
- O. vancouverensis (Dall & Bartsch, 1910)
- O. vanurki (van Aartsen, Gittenberger E. & Goud, 1998)
- O. verhoeveni (van Aartsen, Gittenberger E. & Goud, 1998)
- O. vestalis (Murdoch, 1905)
- O. victoriae (Gatliff & Gabriel, 1911)
- O. vira (Bartsch, 1926)
- O. virginalis (Dall & Bartsch, 1909)
- O. virginica (Henderson & Bartsch, 1914)
- O. vizcainoana (Baker, Hanna & Strong, 1928)
- O. wareni (Schander, 1994)
- O. washingtonia (Bartsch, 1920)
- O. whitei (Bartsch, 1927)
- O. willetti (Bartsch, 1917)
- O. winfriedi (Peñas & Rolán, 1999)
- O. winkleyi (Bartsch, 1909)
- O. woodhridgei (Hertlein & Strong, 1951)
- O. youngi (Dall & Bartsch, 1910)
- O. zannii (Penas & Rolan, 1999)
- O. zeteki (Bartsch, 1918)
- O. zijpi (van Aartsen, Gittenberger E. & Goud, 1998)
- O. ziziphina (Carpenter, 1857)